# Individual Network Berlin

IN-Berlin-Logo

Das Individual Network Berlin e. V. (IN-Berlin) ist ein nichtkommerzieller Internetdienstanbieter für Privatpersonen, Vereine und nichtkommerzielle Gruppen. Mit seiner inzwischen 30-jährigen Geschichte ist IN-Berlin einer der ältesten Anbieter in Berlin. Teilnehmer des IN-Berlin können Mitglied im Trägerverein werden und sich aktiv an den demokratischen Gestaltungs- und Organisationsprozessen des Vereins und dem Betrieb der Technik beteiligen.
Das IN-Berlin, wie auch die anderen Vereine, die sich später zum Individual Network (IN) zusammenschlossen, gehört zu den ersten Einrichtungen in Deutschland, die einen bezahlbaren Zugang zum Internet für Privatpersonen ermöglichte und hat somit maßgeblich zu dessen Verbreitung beigetragen.

## Geschichte
1989
- Berliner Mailboxen lernen den Austausch von Mail und News per UUCP kennen.
- tmpmbx ist zentraler Knoten mit Anbindung an die Technische Universität Berlin.
- Auf Betreiben von zwei Studierenden baut die Freie Universität Berlin (FU) einen Test-Link zu einem der Berliner UUCP-Rechner auf.

1990
- Mitte des Jahres schließen Berliner Knoten einen Vertrag mit UniDo (EUnet) ab; die FU wird von dort via UUCP versorgt.
- IN-Berlin-Gründungstreffen im Café Hardenberg; etwa 30 Rechner nehmen am IN-Berlin teil.
- Der Antrag für die Domain berlin.de wird vom zuständigen DE-NIC abgelehnt. Das stattdessen gewählte in-berlin.de wird nicht beanstandet.
- Die FU Berlin beantragt IP beim EUnet.

1991
- Der zentrale Mailrechner der FU Berlin ist zugleich einer der zwei zentralen IN-Berlin-Knoten.
- Zusammen mit Vertretern von Hanse.DE[2] Maus.DE und North.DE wird das Individual Network (IN) gegründet.
- Das IN wird, anstelle der einzelnen bislang teilnehmenden Einrichtungen, Kunde bei EUnet.

1992
- Gründung des Dachverbands Individual Network e. V. in Oldenburg.

1993
- IN-Berlin hat rund 95 teilnehmende Rechner.

1995
- Gründung des Vereins Individual Network Berlin e. V.

1996
- IN-Berlin hat 392 Teilnehmer.
- Belegloser Datenträgeraustausch für die Kontobewegungen wird bei der Postbank beantragt.

1997
- IN-Berlin hat 633 Teilnehmer.
- 128 kBit Mitbenutzervertrag mit dem DFN.

1998
- ca. 575 Teilnehmer.
- Anmietung eines Vereinsraums in der Kiautschoustraße 18.
- 2 Mbit-Leitung zur FU mit 128 kbit DFN-Mitbenutzervertrag und 2 Mbit ins B-Win.
- Primärmultiplexanschluss mit 30 Modem-/ISDN-Einwahlports im Vereinsraum.

1999
- 840 Teilnehmer, die monatlich ca. 120 GB Datenverkehr verursachen.

2000
- Der Dachverband Individual Network e. V. löst sich auf. IN-Berlin muss sich um eine alternative Anbindung kümmern.
- Einkauf einer Upstream-Bandbreite von 2 Mbit flat.
- Erste User-Domains werden registriert.

2001
- Bundesweites SDSL für IN-Berlin Teilnehmer.
- Zusätzlicher Primärmultiplexanschluss im Vereinsraum.

2002
- Der Verein wird Mitglied im BCIX und zieht in die Lehrter Straße 53 um.

2003
- Das IN-Berlin wird als autonomes System AS29670 registriert.

2004
- Zuteilung eines PI /20-Netzes vom RIPE und des IPv6-Präfixes /35.

2009
- Zuteilung eines IPv6 PI Adressblocks (/45).

2010
- ca. 580 Teilnehmer.

2011
- Aufbau der Elektronikwerkstatt eLAB in den Vereinsräumen.
- WLAN Vernetzungsprojekt KiezLAN.

2013
- Bereitstellung von WLAN in der Arminiusmarkthalle in Berlin-Moabit.

2015
- WLAN-Versorgung der Flüchtlinge im Berliner LAGeSo.

2016
- IN-Berlin wird LIR bei der zuständigen Vergabestelle für IP-Adressen und AS-Nummern RIPE.
- Aufbau des IP-Transit Austauschpunkts Community-IX[3] für nicht-kommerzielle Projekte, Ideen und Organisationen.

2017
- ca. 600 Teilnehmer.
- Bereitstellung von Let’s Encrypt Zertifikaten für die Webseiten der Teilnehmer.

2018
- Die Einwahl per Modem und ISDN wird abgeschaltet, nachdem sie 12 Monate lang von keinem Teilnehmer mehr genutzt wurde.

## Vereinsräume
Das IN-Berlin betreibt zusammen mit der Berliner Linux User Group e. V. (BeLUG) Vereinsräume in der Lehrter Straße 53. In den Räumlichkeiten treffen sich eine Vielzahl von Gruppen aus dem freien Software, freie Inhalte und Linux/Unix Umfeld, so z. B. auch die Berliner Wikipedianer. Wöchentlich findet dort das Aktiventreffen des IN-Berlin statt. Zweimal wöchentlich ist die Elektronikwerkstatt eLAB in den Vereinsräumen geöffnet.

## Technik/Dienste
Der Verein betreibt Server in mehreren Rechenzentren und seinen Vereinsräumen. Das IN-Berlin-Netz ist über diverse Sponsoren von IP-Transit am selbst betriebenen Community-IX sowie lokale Peerings am BCIX, ECIX, DE-CIX und NL-IX mit dem Internet verbunden. Es gibt eine Zugangsmöglichkeit über DSL, deren Bedeutung aber immer mehr abnimmt. Außerdem besteht die Möglichkeit der Einwahl über VPN. Die Teilnehmer des IN-Berlin erhalten auf Wunsch statische IPv4- und IPv6-Adressen, Hosting, virtuelle Server und Serverhousing.

## Politik/Engagement
Das IN-Berlin lehnt jegliche Bestrebungen ab, die auf die Beschneidung der Bürgerrechte und die Einschränkung der informationellen Selbstbestimmung abzielen. Aus diesem Grunde unterstützt der Verein Gruppen wie z. B. den Chaos Computer Club, den Arbeitskreis Vorratsdatenspeicherung oder die Electronic Frontier Foundation. Bedingt durch seine Gründungsgeschichte ist der Abbau von Zugangsbarrieren und die Förderung freier Infrastrukturen seit jeher eine zentrale Motivation; so arbeitet er auch mit der Freifunk-Initiative in Berlin zusammen. Für sein Engagement im Kultursektor ist besonders das Sponsoring des transmediale Festivals hervorzuheben, das vom IN-Berlin gehostet wird.